# Konstanty Żórawski

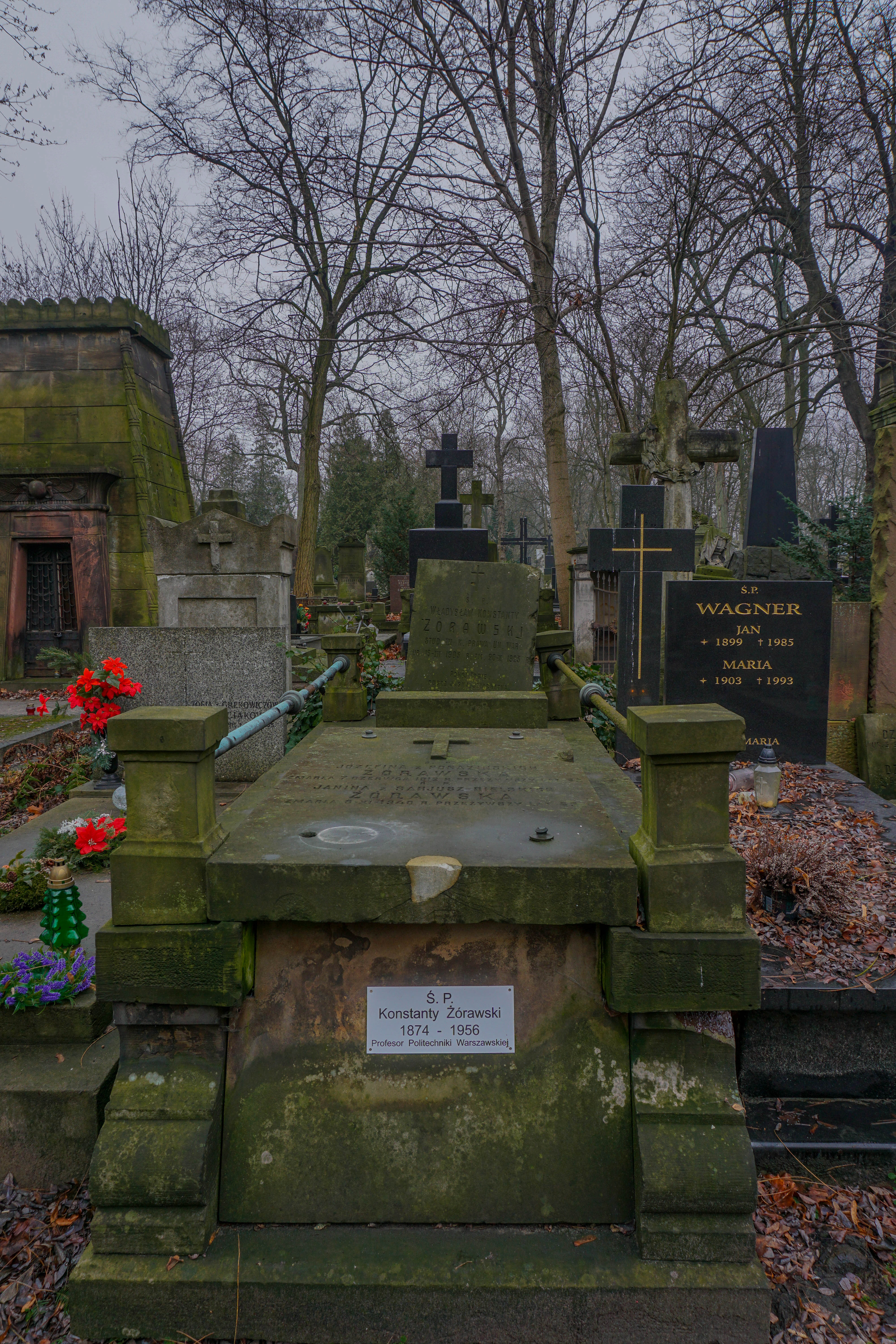
Grób Konstantego Żórawskiego na cmentarzu Powązkowskim

Konstanty Leopold Marian Żórawski (ur. 15 listopada 1874 w Surchowie, zm. 1 kwietnia 1956 w Warszawie) – polski inżynier, profesor Politechniki Warszawskiej, pionier projektowania, budowy i zastosowania maszyn elektrycznych w przemyśle polskim.

## Życiorys
Ukończył V gimnazjum filologiczne w Warszawie (1893), wydział mechaniczny Instytutu Technologicznego w Petersburgu (1898) oraz w 1899 Instytut Elektrotechniczny im. Montefiore w Liège, uzyskując dyplom inżyniera elektryka. Pracował w Maschinenfabrik Oerlikon w Szwajcarii, Allgemeine Elektricitäts-Gesellschaft w Rydze, w fabryce Volta w Rewlu (obecnie Tallinn), następnie w Petersburgu jako dyrektor techniczny. Po powrocie do kraju w 1919 uzyskał nominację na profesora zwyczajnego w Katedrze Budowy Maszyn Elektrycznych na Wydziale Budowy Maszyn i Elektrotechniki Politechniki Warszawskiej. W czasie II wojny światowej brał udział w tajnym nauczaniu. Po wojnie wrócił do pracy na Politechnice Warszawskiej. W 1948 stan zdrowia zmusił go do przejścia na emeryturę.
Konstanty Żórawski był pionierem produkcji maszyn elektrycznych w Polsce i ich wykorzystania w przemyśle. Uczestniczył w zakładaniu pierwszych fabryk maszyn elektrycznych (m.in. Polskiego Towarzystwa Elektrycznego z zakładami wytwórczymi w Katowicach i Żychlinie). Współpracował z Ministerstwem Przemysłu i Handlu w zakresie ustalenia stawek celnych dla przemysłu elektrotechnicznego w Polsce.
Profesor Żórawski był członkiem m.in. Towarzystwa Naukowego Warszawskiego, Akademii Nauk Technicznych i Stowarzyszenia Elektryków Polskich.
Zmarł 1 kwietnia 1956. Został pochowany na cmentarzu Powązkowskim w Warszawie (kwatera 41-2-19).
W 1990 ukazała się publikacja pt. Konstanty Żórawski (1874–1956) autorstwa Jerzego Kubiatowskiego.

## Stanowiska
- 1907–1913 - główny inżynier i dyrektor techniczny w firmie Volta w Rewlu
- 1913–1918 - zastępca dyrektora fabryki maszyn elektrycznych w Petersburgu
- od 1919 - profesor zwyczajny, kierownik Katedry Budowy Maszyn Elektrycznych na Wydziale Budowy Maszyn i Elektrotechniki Politechniki Warszawskiej
- 1942–1945 - kierownik fabryki przetworów chemicznych Rędziny w Rudnikach k. Częstochowy[1]

## Członkostwa
- 1917 - zastępca prezesa Sekcji Elektrotechnicznej Polskiej Narady Ekonomicznej
- od 1920 - współzałożyciel i czynny członek Akademii Nauk Technicznych (Wydział Nauk Mechanicznych)
- 1924–1925 - członek Komisji Dyscyplinarnej Politechniki Warszawskiej
- od 1921 - członek Rady Wydziału Elektrotechnicznego Politechniki Warszawskiej
- od 1930 - członek zwyczajny Towarzystwa Naukowego Warszawskiego, przewodniczący Wydziału V (1948–1950), przewodniczący Wydziału VI (1950–1952)
- członek Koła Technologów Petersburskich przy Stowarzyszeniu Techników Polskich w Warszawie
- członek Komisji Maszyn Elektrycznych i Komisji Definicji i Symboli Stowarzyszenia Elektryków Polskich[1]

## Ważne publikacje
- Maszyny elektryczne. Teoria i budowa, 1923 (3 tomy)
- Organizacja wytwórni maszyn elektrycznych, 1925
- Słownik elektrotechniczny polsko-czesko-rosyjsko-francusko-angielsko-niemiecki, współautor, 1929[1]

## Ordery i odznaczenia
- Krzyż Komandorski Orderu Odrodzenia Polski (11 listopada 1937)[5]